# Llista d'asteroides/163801-163900
| Nom           | Designació provisional | Data de descobriment   | Lloc de descobriment | Descobridor/s  |
| ------------- | ---------------------- | ---------------------- | -------------------- | -------------- |
| 163801 -      | 2003 QQ73              | 26 d'agost de 2003     | Črni Vrh             | H. Mikuž       |
| 163802 -      | 2003 QG74              | 24 d'agost de 2003     | Socorro              | LINEAR         |
| 163803 -      | 2003 QO79              | 26 d'agost de 2003     | Socorro              | LINEAR         |
| 163804 -      | 2003 QQ88              | 25 d'agost de 2003     | Socorro              | LINEAR         |
| 163805 -      | 2003 QX92              | 27 d'agost de 2003     | Palomar              | NEAT           |
| 163806 -      | 2003 QJ94              | 28 d'agost de 2003     | Haleakala            | NEAT           |
| 163807 -      | 2003 QO100             | 28 d'agost de 2003     | Palomar              | NEAT           |
| 163808 -      | 2003 QC104             | 31 d'agost de 2003     | Haleakala            | NEAT           |
| 163809 -      | 2003 QO105             | 31 d'agost de 2003     | Haleakala            | NEAT           |
| 163810 -      | 2003 QQ109             | 31 d'agost de 2003     | Haleakala            | NEAT           |
| 163811 -      | 2003 QH114             | 21 d'agost de 2003     | Socorro              | LINEAR         |
| 163812 -      | 2003 RR1               | 2 de setembre de 2003  | Reedy Creek          | J. Broughton   |
| 163813 -      | 2003 RW1               | 2 de setembre de 2003  | Socorro              | LINEAR         |
| 163814 -      | 2003 RB2               | 3 de setembre de 2003  | Haleakala            | NEAT           |
| 163815 -      | 2003 RR2               | 1 de setembre de 2003  | Socorro              | LINEAR         |
| 163816 -      | 2003 RD4               | 1 de setembre de 2003  | Socorro              | LINEAR         |
| 163817 -      | 2003 RP5               | 3 de setembre de 2003  | Socorro              | LINEAR         |
| 163818 -      | 2003 RX7               | 6 de setembre de 2003  | Anderson Mesa        | LONEOS         |
| 163819 Teleki | 2003 RN8               | 7 de setembre de 2003  | Piszkéstető          | Piszkéstető    |
| 163820 -      | 2003 RU9               | 7 de setembre de 2003  | Socorro              | LINEAR         |
| 163821 -      | 2003 RJ18              | 13 de setembre de 2003 | Anderson Mesa        | LONEOS         |
| 163822 -      | 2003 RY21              | 14 de setembre de 2003 | Haleakala            | NEAT           |
| 163823 -      | 2003 RJ24              | 15 de setembre de 2003 | Anderson Mesa        | LONEOS         |
| 163824 -      | 2003 SE5               | 16 de setembre de 2003 | Kitt Peak            | Spacewatch     |
| 163825 -      | 2003 SH5               | 16 de setembre de 2003 | Kitt Peak            | Spacewatch     |
| 163826 -      | 2003 SK6               | 16 de setembre de 2003 | Haleakala            | NEAT           |
| 163827 -      | 2003 SF12              | 16 de setembre de 2003 | Kitt Peak            | Spacewatch     |
| 163828 -      | 2003 SY21              | 16 de setembre de 2003 | Socorro              | LINEAR         |
| 163829 -      | 2003 SZ21              | 16 de setembre de 2003 | Socorro              | LINEAR         |
| 163830 -      | 2003 SB26              | 17 de setembre de 2003 | Haleakala            | NEAT           |
| 163831 -      | 2003 SB27              | 18 de setembre de 2003 | Socorro              | LINEAR         |
| 163832 -      | 2003 SC27              | 18 de setembre de 2003 | Socorro              | LINEAR         |
| 163833 -      | 2003 SE30              | 18 de setembre de 2003 | Palomar              | NEAT           |
| 163834 -      | 2003 SM36              | 17 de setembre de 2003 | Kitt Peak            | Spacewatch     |
| 163835 -      | 2003 SF41              | 17 de setembre de 2003 | Palomar              | NEAT           |
| 163836 -      | 2003 SG41              | 17 de setembre de 2003 | Palomar              | NEAT           |
| 163837 -      | 2003 SN41              | 17 de setembre de 2003 | Palomar              | NEAT           |
| 163838 -      | 2003 ST41              | 16 de setembre de 2003 | Palomar              | NEAT           |
| 163839 -      | 2003 ST45              | 16 de setembre de 2003 | Anderson Mesa        | LONEOS         |
| 163840 -      | 2003 SG47              | 16 de setembre de 2003 | Anderson Mesa        | LONEOS         |
| 163841 -      | 2003 SL51              | 18 de setembre de 2003 | Palomar              | NEAT           |
| 163842 -      | 2003 SN55              | 16 de setembre de 2003 | Anderson Mesa        | LONEOS         |
| 163843 -      | 2003 SP56              | 16 de setembre de 2003 | Kitt Peak            | Spacewatch     |
| 163844 -      | 2003 SW57              | 16 de setembre de 2003 | Kitt Peak            | Spacewatch     |
| 163845 -      | 2003 SP60              | 17 de setembre de 2003 | Kitt Peak            | Spacewatch     |
| 163846 -      | 2003 SW63              | 17 de setembre de 2003 | Campo Imperatore     | CINEOS         |
| 163847 -      | 2003 SF64              | 18 de setembre de 2003 | Campo Imperatore     | CINEOS         |
| 163848 -      | 2003 SW65              | 18 de setembre de 2003 | Socorro              | LINEAR         |
| 163849 -      | 2003 SG69              | 17 de setembre de 2003 | Kitt Peak            | Spacewatch     |
| 163850 -      | 2003 SM79              | 19 de setembre de 2003 | Kitt Peak            | Spacewatch     |
| 163851 -      | 2003 SK80              | 19 de setembre de 2003 | Kitt Peak            | Spacewatch     |
| 163852 -      | 2003 SV81              | 16 de setembre de 2003 | Anderson Mesa        | LONEOS         |
| 163853 -      | 2003 SW82              | 18 de setembre de 2003 | Kitt Peak            | Spacewatch     |
| 163854 -      | 2003 SX83              | 18 de setembre de 2003 | Palomar              | NEAT           |
| 163855 -      | 2003 SU86              | 17 de setembre de 2003 | Socorro              | LINEAR         |
| 163856 -      | 2003 SP90              | 18 de setembre de 2003 | Socorro              | LINEAR         |
| 163857 -      | 2003 SF91              | 18 de setembre de 2003 | Palomar              | NEAT           |
| 163858 -      | 2003 SU93              | 18 de setembre de 2003 | Kitt Peak            | Spacewatch     |
| 163859 -      | 2003 SK95              | 19 de setembre de 2003 | Palomar              | NEAT           |
| 163860 -      | 2003 SS95              | 19 de setembre de 2003 | Palomar              | NEAT           |
| 163861 -      | 2003 SK97              | 19 de setembre de 2003 | Socorro              | LINEAR         |
| 163862 -      | 2003 SX98              | 19 de setembre de 2003 | Haleakala            | NEAT           |
| 163863 -      | 2003 SS101             | 20 de setembre de 2003 | Palomar              | NEAT           |
| 163864 -      | 2003 SN102             | 20 de setembre de 2003 | Socorro              | LINEAR         |
| 163865 -      | 2003 SB107             | 20 de setembre de 2003 | Palomar              | NEAT           |
| 163866 -      | 2003 SE111             | 20 de setembre de 2003 | Haleakala            | NEAT           |
| 163867 -      | 2003 SM132             | 19 de setembre de 2003 | Kitt Peak            | Spacewatch     |
| 163868 -      | 2003 SF134             | 18 de setembre de 2003 | Palomar              | NEAT           |
| 163869 -      | 2003 SK136             | 19 de setembre de 2003 | Campo Imperatore     | CINEOS         |
| 163870 -      | 2003 SG137             | 20 de setembre de 2003 | Palomar              | NEAT           |
| 163871 -      | 2003 SE143             | 20 de setembre de 2003 | Socorro              | LINEAR         |
| 163872 -      | 2003 SD146             | 20 de setembre de 2003 | Haleakala            | NEAT           |
| 163873 -      | 2003 SN147             | 20 de setembre de 2003 | Haleakala            | NEAT           |
| 163874 -      | 2003 SW147             | 21 de setembre de 2003 | Haleakala            | NEAT           |
| 163875 -      | 2003 SE162             | 19 de setembre de 2003 | Campo Imperatore     | CINEOS         |
| 163876 -      | 2003 SM162             | 19 de setembre de 2003 | Kitt Peak            | Spacewatch     |
| 163877 -      | 2003 SF163             | 19 de setembre de 2003 | Kitt Peak            | Spacewatch     |
| 163878 -      | 2003 SH163             | 19 de setembre de 2003 | Kitt Peak            | Spacewatch     |
| 163879 -      | 2003 SY168             | 23 de setembre de 2003 | Haleakala            | NEAT           |
| 163880 -      | 2003 SK169             | 23 de setembre de 2003 | Haleakala            | NEAT           |
| 163881 -      | 2003 SK170             | 23 de setembre de 2003 | Haleakala            | NEAT           |
| 163882 -      | 2003 SE173             | 18 de setembre de 2003 | Socorro              | LINEAR         |
| 163883 -      | 2003 ST177             | 18 de setembre de 2003 | Črni Vrh             | Črni Vrh       |
| 163884 -      | 2003 SC179             | 19 de setembre de 2003 | Socorro              | LINEAR         |
| 163885 -      | 2003 SN180             | 19 de setembre de 2003 | Kitt Peak            | Spacewatch     |
| 163886 -      | 2003 SJ185             | 21 de setembre de 2003 | Haleakala            | NEAT           |
| 163887 -      | 2003 SL189             | 22 de setembre de 2003 | Kitt Peak            | Spacewatch     |
| 163888 -      | 2003 SK191             | 18 de setembre de 2003 | Kitt Peak            | Spacewatch     |
| 163889 -      | 2003 SS196             | 20 de setembre de 2003 | Palomar              | NEAT           |
| 163890 -      | 2003 SC199             | 21 de setembre de 2003 | Anderson Mesa        | LONEOS         |
| 163891 -      | 2003 SJ199             | 21 de setembre de 2003 | Anderson Mesa        | LONEOS         |
| 163892 -      | 2003 SQ199             | 21 de setembre de 2003 | Anderson Mesa        | LONEOS         |
| 163893 -      | 2003 SX201             | 26 de setembre de 2003 | Desert Eagle         | W. K. Y. Yeung |
| 163894 -      | 2003 SM203             | 22 de setembre de 2003 | Anderson Mesa        | LONEOS         |
| 163895 -      | 2003 SN205             | 24 de setembre de 2003 | Haleakala            | NEAT           |
| 163896 -      | 2003 SQ206             | 25 de setembre de 2003 | Haleakala            | NEAT           |
| 163897 -      | 2003 SP211             | 25 de setembre de 2003 | Palomar              | NEAT           |
| 163898 -      | 2003 SN216             | 26 de setembre de 2003 | Socorro              | LINEAR         |
| 163899 -      | 2003 SD220             | 29 de setembre de 2003 | Anderson Mesa        | LONEOS         |
| 163900 -      | 2003 SD222             | 26 de setembre de 2003 | Desert Eagle         | W. K. Y. Yeung |